# Bukowina (województwo lubuskie)
Bukowina – wieś w Polsce, w województwie lubuskim, w powiecie żarskim, w gminie Trzebiel.
Do 2023 miejscowość była przysiółkiem wsi Siedlec.
W latach 1975–1998 miejscowość administracyjnie należała do województwa zielonogórskiego.